# Sadie Maubet Bjornsen
Sadie Maubet Bjornsen, född Sadie Bjornsen den 21 november 1989, är en amerikansk längdskidåkare. Vid världsmästerskapen i Lahtis 2017 tog hon brons i sprintstafett tillsammans med Jessie Diggins. Bjornsen debuterade i världscupen den 19 februari 2011 i Drammen, Norge, och hennes första pallplats i världscupen kom i sprintstafett den 4 december 2011 i Düsseldorf, Tyskland.
Bjornsen deltog vid Olympiska vinterspelen 2014 och 2018. Hon är äldre syster till längdskidåkaren Erik Bjornsen.
Efter Världsmästerskapen i Oberstdorf 2021 meddelade hon att hon avslutar sin karriär.

## Resultat

### Världscupen

#### Individuella pallplatser
Bjornsen har sju individuella pallplatser i världscupen: en andraplats och sex tredjeplatser.
| Säsong  | Datum            | Plats                 | Disciplin                   | Placering |
| ------- | ---------------- | --------------------- | --------------------------- | --------- |
| 2016/17 | 6 januari 2017   | Toblach               | 5 km individuell start (F)  | 3:a       |
| 2017/18 | 24 november 2017 | Ruka                  | Sprint (K)                  | 2:a       |
| 2017/18 | 2 december 2017  | Lillehammer           | Sprint (K)                  | 3:a       |
| 2017/18 | 31 december 2017 | Lenzerheide           | 10 km individuell start (K) | 3:a       |
| 2017/18 | 18 mars 2018     | Världscupavslutningen | Slutresultat                | 3:a       |
| 2018/19 | 30 november 2018 | Lillehammer           | Sprint (F)                  | 3:a       |
| 2019/20 | 29 november 2019 | Ruka                  | Sprint (K)                  | 3:a       |

### Olympiska spel
| Tävling          | 10 km | Skiathlon | 30 km | Sprint | Stafett | Lagsprint |
| ---------------- | ----- | --------- | ----- | ------ | ------- | --------- |
| Sotji 2014       | 16:e  | 30:e      | —     | —      | 9:e     | —         |
| Pyeongchang 2018 | 15:e  | —         | 17:e  | 14:e   | 5:e     | —         |

### Världsmästerskap
| Tävling            | 10 km | Skiathlon | 30 km | Sprint | Stafett | Lagsprint |
| ------------------ | ----- | --------- | ----- | ------ | ------- | --------- |
| Oslo 2011          | 29:e  | —         | —     | 28:e   | —       | —         |
| Val di Fiemme 2013 | —     | 37:e      | —     | 32:a   | 4:e     | —         |
| Falun 2015         | —     | 20:e      | 20:e  | 26:e   | 4:e     | —         |
| Lahtis 2017        | 23:e  | —         | —     | —      | 4:e     | Brons     |
| Seefeld 2019       | 23:e  | —         | 15:e  | 18:e   | 5:e     | 5:e       |
| Oberstdorf 2021    | 11:e  | —         | 15:e  | —      | 4:e     | 5:e       |